# Старовойтенко Іван Павлович
Іван Павлович Старовойтенко (вересень 1904, Київ, Російська імперія — червень 1989, Київ, УРСР, СРСР) — український радянський вчений, економіст, професор економічних наук, історик, краєзнавець і суспільний діяч. У 1966–1967 рр. обіймав посаду голови Держплану Української Республіки.

## Життєпис
Народився в Києві у родині уродженця містечка Брусилів Радомисльського повіту Київської губернії, випускника Київської Духовної Академії отця Павла Ілларіоновича Старовойтенка, який жив у Києві і служив священником Свято-Вознесенського храму по вулиці Львівській  (нині Січових Стрільців), зруйнованому у 1930 році (приблизно в цей час отець Павло зник безвісти).
У кінці 1920х через членство в партії змушений був «відректися» від батька-священика, який зник за невідомих обставин. Жив, вчився і працював у місті Києві. 
На 1959—1966 роки — начальник відділу техніко-економічної експертизи Державної планової комісії Ради Міністрів УРСР. З червня 1966 року — начальник відділу розміщення продуктивних сил і комплексного територіального планування Держплан УРСР.
У 1966–1967 роках обіймав посаду голови Державної планової комісії (Держплану) УРСР. Під час роботи зазвичай вживав українську мову.
Помер і похований у Києві.

## Праці
- Старовойтенко Іван Павлович. Підсумки розвитку народного господарства України в 5-й п'ятирічці. Держполітвидав УРСР, 1957 г.
- Старовойтенко Иван Павлович. Экономика Украинской ССР: краткий обзор и перспективы развития. Серия: Сюзные республики в новой пятилетке. 1966–1970 гг. Экономика, 1967 г.;
- Украина в девятой пятилетки. Старовойтенко, Иван Павлович. Украина в девятой пятилетки. Політвидав, 1973 г.;
- Старовойтенко, Иван Павлович. О крае нашем родном [Текст]: историческая литература / И. П. Старовойтенко, М. М. Черп. — Киев: Политиздат Украины, 1966. — 191 с. : ил. ; 14 см. — (в пер.);
- Старовойтенко І. П. Соціалістичний Київ / Іван Павлович Старовойтенко— К., 1958;
- Старовойтенко И. П. Киевская область. / Київська область. (на украинском языке) Географический очерк. / Области Украинской ССР. 2-е изд., перер., доп. Киев. Радянська школа. 1967г. 142с.
- Старовойтенко I. П., Київська область, 2 вид., Київ, 1967;
- О крае нашем родном [Текст]: историческая литература / И. П. Старовойтенко, М. М. Черп. — Киев: Политиздат Украины, 1966. — 191 с.;
- Старовойтенко И. Из истории планирования на Украйне.-Экономика Советской Украины, 1971, № 2

## Нагороди
- ордени
- медалі
- Почесна грамота Президії Верховної Ради Української РСР (18.09.1964)